# Операция „Буря“
Операция „Буря“ е мащабна военна операция, извършена през лятото на 1995 г. от Хърватия.
Целта на операцията е завземане на териториите на Централна Хърватия, които са били под контрола на сръбските сили. Официално операцията продължава 4 дни и завършва с унищожаването на Република Сръбска Крайна.

## Зад кулисите
През януари 1992 г. се подписва споразумение между президента на Хърватия Франьо Туджман и президента на Сърбия Слободан Милошевич. Споразумението е за прекъсване на стрелбата между хърватската армия и сърбите в Хърватия, които получават поддръжка от Югославската народна армия. Конфликтът се развива в Крайна в Източна Хърватия, където мнозинство са сърбите. Прекъсване на стрелбата дава време на хърватската войска да се подготви по-добре за следващата битка.
През следвщите 3 години хърватската войска провежда само малки неуспешни операции. Изключение е операция „Медачки джеп“ през септември 1993 г., когато хърватските сили опустошават малка област в планините на Лика, което предизвиква международен инцидент.
Хърватия играе важна роля в Западна Босна и Херцеговина, където заедно с босненските хървати се бори против босненските сърби.

## Хронология на събитията
През 1995 г. военната сила на хърватските и босненските сърби значително отслабва. Загубват влиянието на Белград, отхвърлят помощта на Милошевич. Нямат възможност да възобновяват запасите си от оръжие. Вътрешно-политическото ръководство е разединено. Войската на сърбите е много по-малобройна.
От друга страна хърватската войска значително се засилва. Има ново и значително по-добро оръжие въпреки ембаргото за внос на оръжие. Също така има тактическо предимство, главно в комуникационните връзки, за разлика от своите противници.
През лятото на 1995 г. хърватските и босненските сили се обединяват и заемат стратегически важните босненски градове Гламоч, Босанско Грахово и Дървар. Това пресича канала за снабдяване на хърватските сърби. Започва обсада на град Книн от 3 страни. Голяма част от населението от тези райони е трябвало да напусне своите къщи и да замине за Република Сръбска в Босна или за СР Югославия.
На 4 август американските въздушни сили бомбардират 2 радара на хърватските сърби няколко часа преди започването на операция „Олуя“. Това действие още повече деморализира сърбите. На 5 август хърватските 4-та и 7-а дивизия пробиват сръбския фронт и съвсем скоро заемат Книн и по-голямата част от Далмация.
До 6 август 1-ва хърватска дивизия достига границата с Босна и Херцеговина, където се среща с босненските сили от Западна Босна. Сърбите оказват съпротива единствено около град Глин (южно от Сисак).
Вечерта на 7 август операцията официално приключва, защото по-голяма част от границата с Босна е под контрола на Хърватия. Останалите сръбски дивизии се предават през следващите няколко дни.
На 11 август хърватското Министерство на здравеопазването обявява официални данни за жертвите, дадени от хърватска страна: 174 убити и 1430 ранени. 560 войника загиват от сръбска страна.

## Последствия
След тази операция самопровъзгласилата се и непризната Република Сръбска Крайна (1991–1995) престава да съществува. Голяма част от сърбите са прогонени, като броят на бежанците се изчислява между 150 000 и 200 000 души.

## Военни престъпления
Убийство на приблизително 500 до 700 цивилни (според хърватски източници); сръбските източници сочат минимум 1200 души. Отделно бежанците от сръбското население на Хърватия са 150 000 до около 200 000. Главен заподозрян е генерал Анте Готовина.